# 多萨·戈尔吉广场
多萨·戈尔吉广场（匈牙利语：Dózsa György tér）是布达佩斯的一个广场，位于第一区克里斯蒂娜城，布达城堡的西部墙脚下。
1893年,当新王宫建成时，设计了一个长长的空间，用来强化城堡的立面。1896年，因布达城堡命名为“宫殿广场”（Palota tér）。
1937年，广场中央修建了利盖蒂·米克洛斯（Ligeti Miklós）的骑兵炮兵英雄纪念碑（Lovas tüzérek hősi emlékműve），但在第二次世界大战中遭到严重破坏。 1961年，它被多萨·戈尔吉纪念碑所取代，广场也因雕像改为现名。雕塑家是基斯·伊斯坦（Kiss István）。